# سیارک ۲۸۱۳
سیارک ۲۸۱۳ (به انگلیسی: 2813 Zappala، نامگذاری:1981WZ) دو هزار و هشتصد و سیزدهمین سیارک کشف شده‌است که در ۲۴ نوامبر ۱۹۸۱ کشف شد.
قدر مطلق سیارک برابر ۱۱٫۰۰ است.